# Cobboboonee-Nationalpark
Der Cobboboonee-Nationalpark ist ein Nationalpark im Südwesten des australischen Bundesstaates Victoria, ca. 300 km westlich von Melbourne und ca. 65 km südöstlich von Mount Gambier.
Der Park, der bis 2009 Cobboboonee State Forest hieß, schließt unmittelbar östlich an den Lower-Glenelg-Nationalpark an. Aus den Sümpfen im Park entspringt der Fitzroy River.

## Flora
Im Park finden sich Akazienwälder der Species Blackwood (Acacia melanoxylon), Heideland und Sümpfe. In den Wäldern gibt es auch Baumfarne und viele Arten von Pilzen.

## Fauna
In den Wäldern gibt es etliche bedrohte Eulenarten (Powerful Owl, Masked Owl). In den Sümpfen finden sich die Sumpfbeutelmaus (Antechinus minimus) und der Sumpfskink (Swamp Skink). Darüber hinaus trifft man im Park den gefleckten Beutelmarder, das Langnasen-Kaninchenkänguru, Fledermäuse (Bent-winged Bat), den Gelbbauch-Gleitbeutler, den Eisvogel, das Bandicoot, Wallabys und das östliche graue Riesenkänguru.

## Kultur
Das Land wurde früher von Aboriginesstamm der Gunditjmara bewohnt. Noch heute gibt es viele ihrer Kultstätten im Park.

## Freizeitaktivitäten und Einrichtungen
Im Park gibt es Wanderwege mit einer Gesamtlänge von 250 km. Auch mit dem Pferd kann man den Park auf einem 60 km langen Reitweg erkunden. Etliche Picknickplätze sind mit Toiletten und Grillplatz ausgestattet.